# Флигели, Август фон
Август фон Флигели (нем. August von Fligely; 26 сентября 1810, Янув (ныне Люблинского воеводства, Польша) — 12 апреля 1879, Вена) — австрийский фельдмаршал-лейтенант, географ и картограф, геодезист.

## Биография
Выпускник Терезианской академии в Винер-Нойштадте.
В 1854—1872 годах — директор Военно-географического института в Вене. В 1872 году вышел в отставку, до 1875 года оставался президентом Австрийской комиссии градусного измерения.
Пионер широкого применения триангуляции в геодезии. Инициатор создания новой топографической карты Австро-венгерской империи.
Стал известным, оказав большие услуги при триангуляции, съёмке и картографическом изображении Австрии, так же как в 1861 году при европейском градусном измерении; именно он ввёл применение гелиогравюры при составлении карт; так была исполнена новая специальная карта Австро-Венгерской монархии.
В честь Августа фон Флигели назван мыс Флигели на острове Рудольфа в архипелаге Земля Франца-Иосифа — самая северная точка Евразии, России и Земли Франца-Иосифа, а также фьорд Флигели в Гренландии.